# Odiaglyptus biformis
Odiaglyptus biformis är en stekelart som beskrevs av John S. Noyes 1988. Odiaglyptus biformis ingår i släktet Odiaglyptus och familjen sköldlussteklar. Inga underarter finns listade i Catalogue of Life.